# Shawn Roberts
Shawn Roberts (Stratford, Ontario, 2 april 1984) is een Canadese acteur.

## Biografie
Roberts begon op school met het spelen van de wolf in een toneeluitvoering van Roodkapje. De vader van een vriend hielp hem aan een rol in Emily of New Moon. Hij speelde verkrachter Dean Walton in het Canadese televisiedrama Degrassi: The Next Generation. Hij verscheen in George A. Romero's Diary of the Dead en Land of the Dead. In 2010 verscheen hij in Resident Evil: Afterlife als schurk Albert Wesker.

## Filmografie/televisie
- Sirens (1994)
- Emily of New Moon (1998)
- Goosebumps (1998)
- The Famous Jett Jackson (1999)
- Real Kids, Real Adventures (1999)
- La Femme Nikita (1999)
- Animorphs (2000)
- Twice in a Lifetime (2000)
- Earth: Final Conflict (2002)
- Degrassi: The Next Generation (2004)
- Wild Card (2004)
- Falcon Beach (2006)
- Flash Gordon (2007)
- Up Close with Carrie Keagan (2007)
- The Virgin of Akron, Ohio (2007)
- Supernatural (2009)
- Psych (2009) Seizoen 3, Aflevering 15 "Dinsdag de 17e" Billy
- Wild Roses (2009)